# Ван Гилст, Тристан
Тристан ван Гилст (нидерл. Tristan van Gilst; род. 18 февраля 2003) — нидерландский футболист, вингер клуба «Хераклес».

## Клубная карьера
Ван Гилст — воспитанник клубов «Алсмер», АФК и ПЕК Зволле. 30 апреля 2022 года в матче против амстердамского «Аякса» он дебютировал в Эредивизи в составе последних. Летом 2023 года ван Гилст перешёл в «Де Графсхап». 29 сентября в матче против «Роды» он дебютировал в Эрстедивизи. 22 января 2024 года в поединке против дублёров ПСВ Тристан забил свой первый гол за «Де Графсхап».
Летом 2025 года перешёл в «Хераклес», подписав трёхлетний контракт до середины 2028 года. 10 августа дебютировал в гостевом матче Эредивизи против «Утрехта» (4:0), выйдя в стартовом составе.